# アインシュタインの奇跡の年

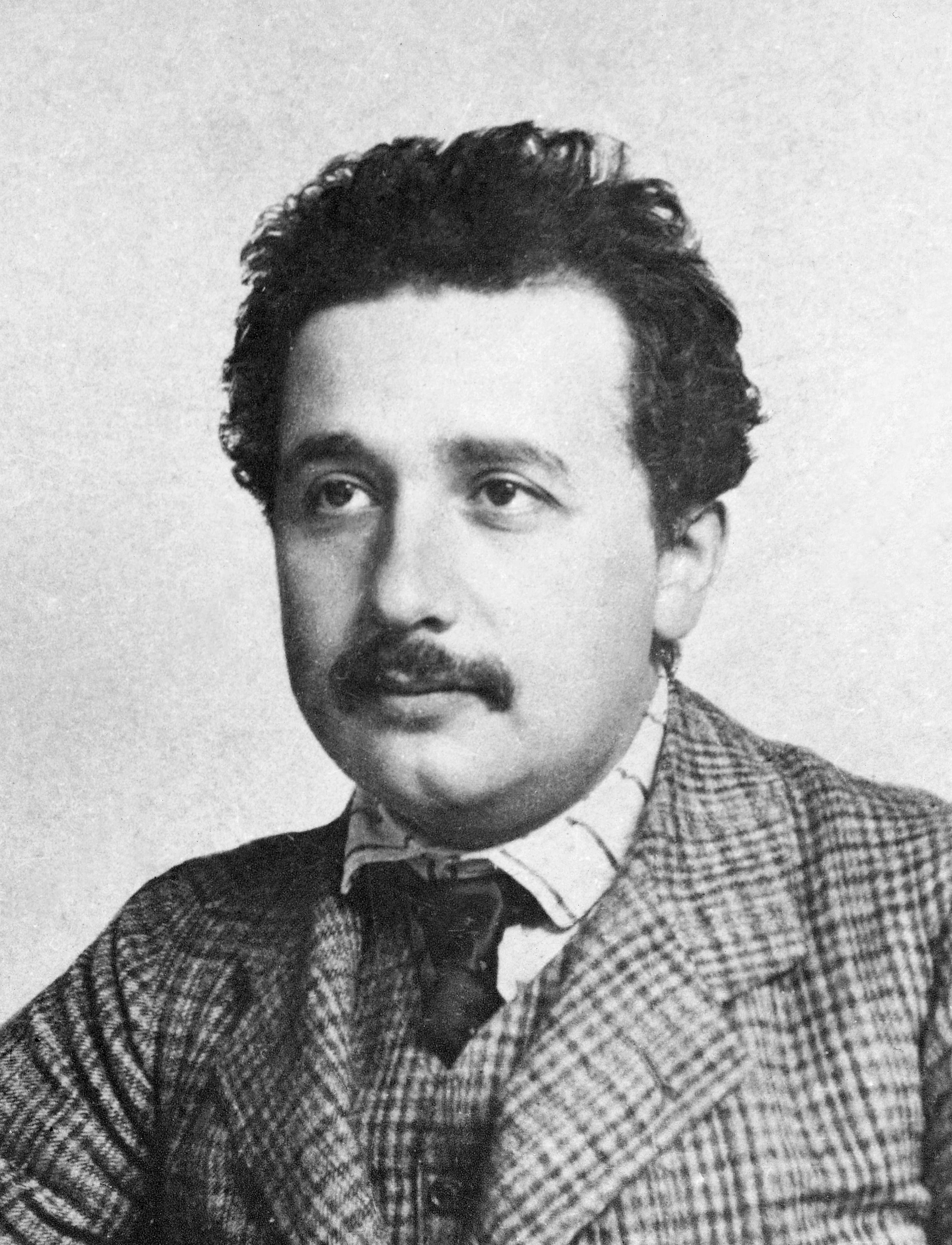
「奇跡の年」である1905年ごろのアインシュタイン

アインシュタインの奇跡の年（アインシュタインのきせきのとし）とは、アルベルト・アインシュタインが4つの論文を科学雑誌『アナーレン・デア・フィジーク』(Annalen der Physik)で発表した1905年のことである。この4つの論文は、空間、時間、質量、エネルギーといった基本的な概念に対する科学的理解に革命をもたらし、現代物理学の基礎を築いた。アインシュタインがこれらの優れた論文を1年で発表したことから、1905年は「奇跡の年」（ラテン語でAnnus mirabilis（アナス・ミラビリス）、ドイツ語でWunderjahr）と呼ばれている。

## 論文
3月17日に発表された1つ目の論文『光の発生と変換に関する発見的見地について』は、光電効果を説明したもので、アインシュタインへのノーベル物理学賞の授賞はこの論文に対するものである。
5月11日に発表された2つ目の論文『熱の分子論から要求される静止液体中の懸濁粒子の運動について』は、ブラウン運動を説明したもので、これにより、それまで原子の存在を認めるのに消極的だった物理学者たちがそれを認めるようになった。
6月30日に発表された3つ目の論文『運動物体の電気力学について』は、特殊相対性理論について述べたものである。
9月27日に発表された4つ目の論文『物体の慣性はそのエネルギーの大きさに依存するか』は、特殊相対性理論の帰結として、有名な方程式{\displaystyle E=mc^{2}}で表される質量とエネルギーの等価性を述べたもので、原子エネルギーの発見と利用につながった。
これらの4つの論文は、量子力学や一般相対性理論とともに、現代物理学の基礎となっている。

## 背景

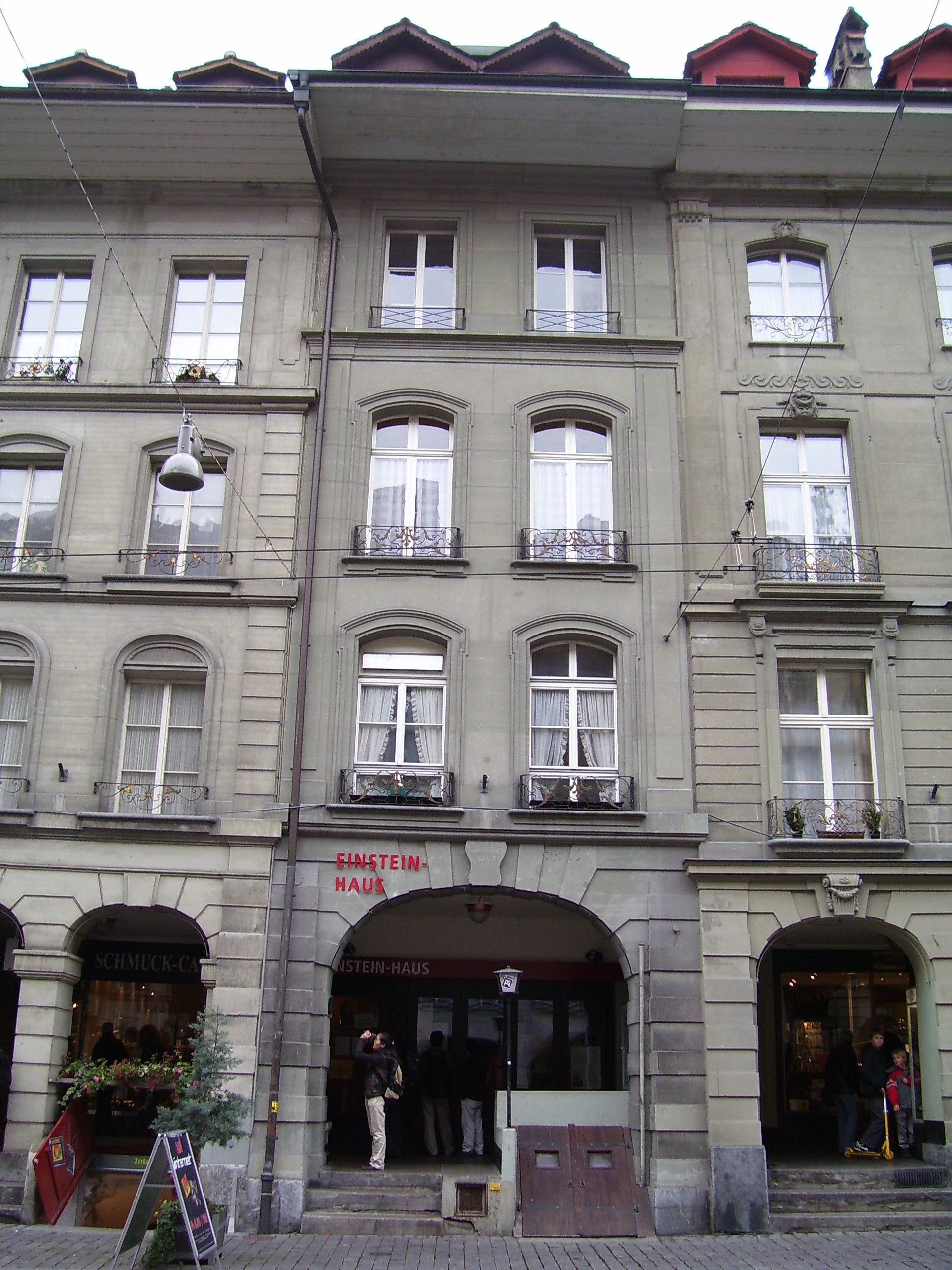
ベルンのクラム通り49番地にある当時のアインシュタインの住居（現 アインシュタイン・ハウス）。論文のほとんどは、このアパートの2階にある彼の住居で書かれた。

これらの論文が書かれた当時、アインシュタインは、科学的な参考資料を全て入手することは容易ではなかったが、『アナーレン・デア・フィジーク』には定期的に目を通し、レビューを寄稿していた。また、彼の理論を議論できる科学者仲間もほとんどいなかったが、スイスのベルンにある特許庁での審査官時代の同僚ミケーレ・ベッソについて、「ヨーロッパ中を探しても、これ以上のアイデアの相談相手は見つからなかった」と後に語っている。同僚や自称「アカデミー・オリンピア」の他のメンバー（モーリス・ソロヴィンとコンラート・ハービヒト）、妻のミレヴァ・マリッチも、アインシュタインの研究に何らかの影響を与えていたが、それがどの程度かは不明である。
これらの論文を通じて、アインシュタインは当時の物理学上の重要な疑問や問題に取り組んだ。1900年、ウィリアム・トムソン（ケルビン卿）は、「熱と光の力学的理論を覆う19世紀の雲」と題した講演で、マイケルソン・モーリーの実験の結果や黒体放射について、物理学では納得のいく説明ができないと指摘した。アインシュタインは、後に特殊相対性理論の導入により、マイケルソン・モーリーの実験の結果を説明した。また、アインシュタインの光電効果の説明は、マックス・プランクが黒体放射の説明に成功した量子論を発展させたものであった。
特殊相対性理論など、アインシュタインの業績は他の分野でも高く評価されていたが、1921年のノーベル物理学賞の受賞は、光電効果の研究に対してである。ノーベル委員会は特殊相対性理論が実験的に証明されることを待ち望んでいたが、それがなされたのは1938年と1941年のアイヴズとスティルウェルと、1941年のRossiとHallによる時間の遅れの実験によってであった。

## 記念
国際純粋・応用物理学連合(IUPAP)は、アインシュタインの奇跡の年から100年目となる2005年を「世界物理年」として記念することを決議した。

### 引用
1. ↑  Nobel Foundation. “The Nobel Prize in Physics 1921”. 2020年11月7日閲覧。
2. ↑  “Einstein's Wife : The Mileva Question”.   Oregon Public Broadcasting (2003年). 2013年8月4日時点のオリジナルよりアーカイブ。2016年8月2日閲覧。
3. ↑  Stachel, John, Einstein's Miraculous Year (1905), pp. liv-lxiii
4. ↑  Calaprice, Alice, "The Einstein almanac". Johns Hopkins University Press, Baltimore, Maryland 2005.
5. ↑  The London, Edinburgh, and Dublin Philosophical Magazine and Journal of Science, Series 6, volume 2, page 1 (1901)
6. ↑  “The Nobel Prize in Physics 1921” (英語). NobelPrize.org. 2019年8月9日閲覧。
7. ↑  Ives, Herbert E.; Stilwell, G. R. (1938). “An experimental study of the rate of a moving clock”. Journal of the Optical Society of America 28 (7):  215–226. Bibcode: 1938JOSA...28..215I. doi:10.1364/JOSA.28.000215.
8. ↑  Ives, Herbert E.; Stilwell, G. R. (1941). “An experimental study of the rate of a moving clock II”. Journal of the Optical Society of America 31 (5):  359–374. Bibcode: 1941JOSA...31..369I. doi:10.1364/josa.31.000369.
9. ↑  Rossi, Bruno; Hall, David B. (February 1, 1941). “Variation of the Rate of Decay of Mesotrons with Momentum”. Physical Review 59 (3):  223–228. Bibcode: 1941PhRv...59..223R. doi:10.1103/PhysRev.59.223.

### 一次資料
1. ↑  
Einstein, Albert (1905). “Über einen die Erzeugung und Verwandlung des Lichtes betreffenden heuristischen Gesichtspunkt [On a Heuristic Point of View about the Creation and Conversion of Light]” (ドイツ語). Annalen der Physik 17 (6):  132–148. Bibcode: 1905AnP...322..132E. doi:10.1002/andp.19053220607 2017年1月15日閲覧。.
English translations:
  - Einstein, Albert. “On a Heuristic Point of View about the Creation and Conversion of Light”. 2021年4月20日閲覧。
  - Einstein, Albert. “On a Heuristic Point of View about the Creation and Conversion of Light”. 2021年4月20日閲覧。
2. ↑  
Einstein, Albert (1905). “Über die von der molekularkinetischen Theorie der Wärme geforderte Bewegung von in ruhenden Flüssigkeiten suspendierten Teilchen [Investigations on the theory of Brownian Movement]” (ドイツ語). Annalen der Physik 322 (8):  549–560. Bibcode: 1905AnP...322..549E. doi:10.1002/andp.19053220806 2017年1月15日閲覧。.
English translation:
  - Einstein, Albert. “Investigations on the theory of Brownian Movement”. 2021年4月20日閲覧。
3. ↑  
Einstein, Albert (1905-06-30). “Zur Elektrodynamik bewegter Körper [On the Electrodynamics of Moving Bodies]” (ドイツ語). Annalen der Physik 17 (10):  891–921. Bibcode: 1905AnP...322..891E. doi:10.1002/andp.19053221004 2017年1月15日閲覧。. See also a digitized version at Wikilivres:Zur Elektrodynamik bewegter Körper.
English translations:
  - Einstein, Albert (1923). "On the Electrodynamics of Moving Bodies". The Principle of Relativity. Translated by George Barker Jeffery; Wilfrid Perrett. London: Methuen and Company, Ltd.
  - Einstein, Albert (1920). "On the Electrodynamics of Moving Bodies". The Principle of Relativity: Original Papers by A. Einstein and H. Minkowski. Translated by Megh Nad Saha. University of Calcutta. pp. 1–34.
4. ↑  
Einstein, Albert (1905). “Ist die Trägheit eines Körpers von seinem Energieinhalt abhängig? [Does the Inertia of a Body Depend Upon Its Energy Content?]” (ドイツ語). Annalen der Physik 18 (13):  639–641. Bibcode: 1905AnP...323..639E. doi:10.1002/andp.19053231314 2017年1月15日閲覧。.
English translations:
  - Einstein, Albert (1923). "Does the Inertia of a Body Depend Upon Its Energy Content?". The Principle of Relativity. Translated by George Barker Jeffery; Wilfrid Perrett. London: Methuen and Company, Ltd.

### 二次資料
- Gribbin, John, and Gribbin, Mary. Annus Mirabilis: 1905, Albert Einstein, and the Theory of Relativity, Chamberlain Bros., 2005. ISBN 1-59609-144-4. (Includes DVD.)
- Renn, Jürgen, and Dieter Hoffmann, "1905—a miraculous year". 2005 J. Phys. B: At. Mol. Opt. Phys. 38 S437-S448 (Max Planck Institute for the History of Science) [Issue 9 (14 May 2005)]. doi:10.1088/0953-4075/38/9/001.
- Stachel, John, et al., Einstein's Miraculous Year. Princeton University Press, 1998. ISBN 0-691-05938-1.